# Lac Kalamalka
Le lac Kalamalka, ou Kalamalka Lake en anglais, est un lac de Colombie-Britannique, au Canada, à 395 m d'altitude.